# Лесняк Михайло Михайлович
Михайло Михайлович Лесняк (Лісняк) (1916, хутір Водяний, тепер Кремінського району Луганської області — ?) — український партійний діяч, 2-й секретар Кіровоградського обласного комітету КПУ. Депутат Верховної Ради УРСР 6—7-го скликань.

## Біографія
Народився у родині шахтаря. Трудову діяльність розпочав у 1932 році помічником машиніста врубової машини, потім працював черговим слюсарем шахти «Новокалинове» Макіївського району Донбасу.
У 1941 році закінчив Мелітопольський інститут інженерів-механіків сільського господарства та працював інженером-конструктором Мелітопольського дизелебудівного заводу Запорізької області.
У 1941—1946 р. — у Червоній армії. Учасник німецько-радянської війни з 1942 року. Служив командиром взводу бойового постачання 1296-го самохідного артилерійського Калинковицького полку 1-го гвардійського танкового корпусу. Воював на Сталінградському, Центральному і Білоруському фронтах.
Член ВКП(б) з 1944 року.
У 1946—1947 р. — заступник директора Мелітопольського ремісничого училища Запорізької області.
У 1947—1951 р. — завідувач промислово-транспортного відділу Мелітопольського міського комітету КП(б)У; 2-й секретар Приазовського районного комітету КП(б)У Запорізької області.
У 1951—1955 р. — 1-й секретар Верхньохортицького районного комітету КПУ Запорізької області.
У грудні 1955 — січні 1963 р. — секретар Кіровоградського обласного комітету КПУ з питань сільського господарства.
У січні 1963 — грудні 1964 р. — 2-й секретар Кіровоградського сільського обласного комітету КПУ.
У грудні 1964 — 1968 р. — 2-й секретар Кіровоградського обласного комітету КПУ.

## Звання
- старший технік-лейтенант

## Нагороди
- два ордени Трудового Червоного Прапора (26.02.1958,)
- медаль «За відвагу» (12.07.1944)
- медаль «За оборону Сталінграда»
- медалі